# Specklinia mornicola
Specklinia mornicola là một loài thực vật có hoa trong họ Lan. Loài này được (Mansf.) Luer mô tả khoa học đầu tiên năm 2004.